# جیکولاپتروس
جیکولاپتروس نوعی کژدم دریایی درنده و از بندپایان آبزی منقرض شده‌است که فسیل های آن ها در رسوبات دوره دوونین ، از مراحل پراگ و امسی است.

## ظاهر

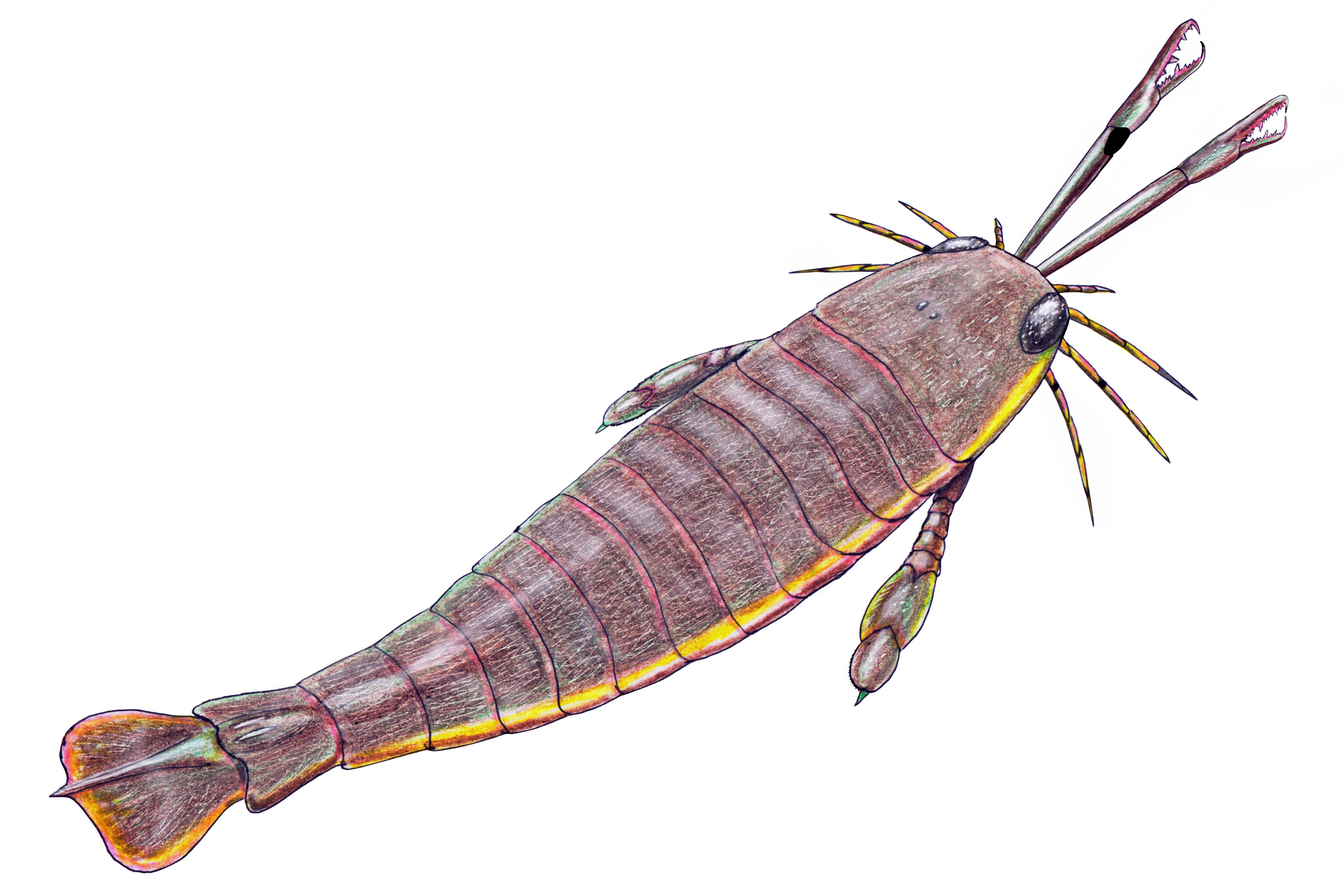
ترمیم J. rhenaniae

جیکولاپتروس بزرگترین کژدم دریایی و بزرگترین بندپای شناخته شده است که تاکنون وجود داشته است. اندازه آن ها چیزی حدود 45.5 سانتی متر بوده‌است.

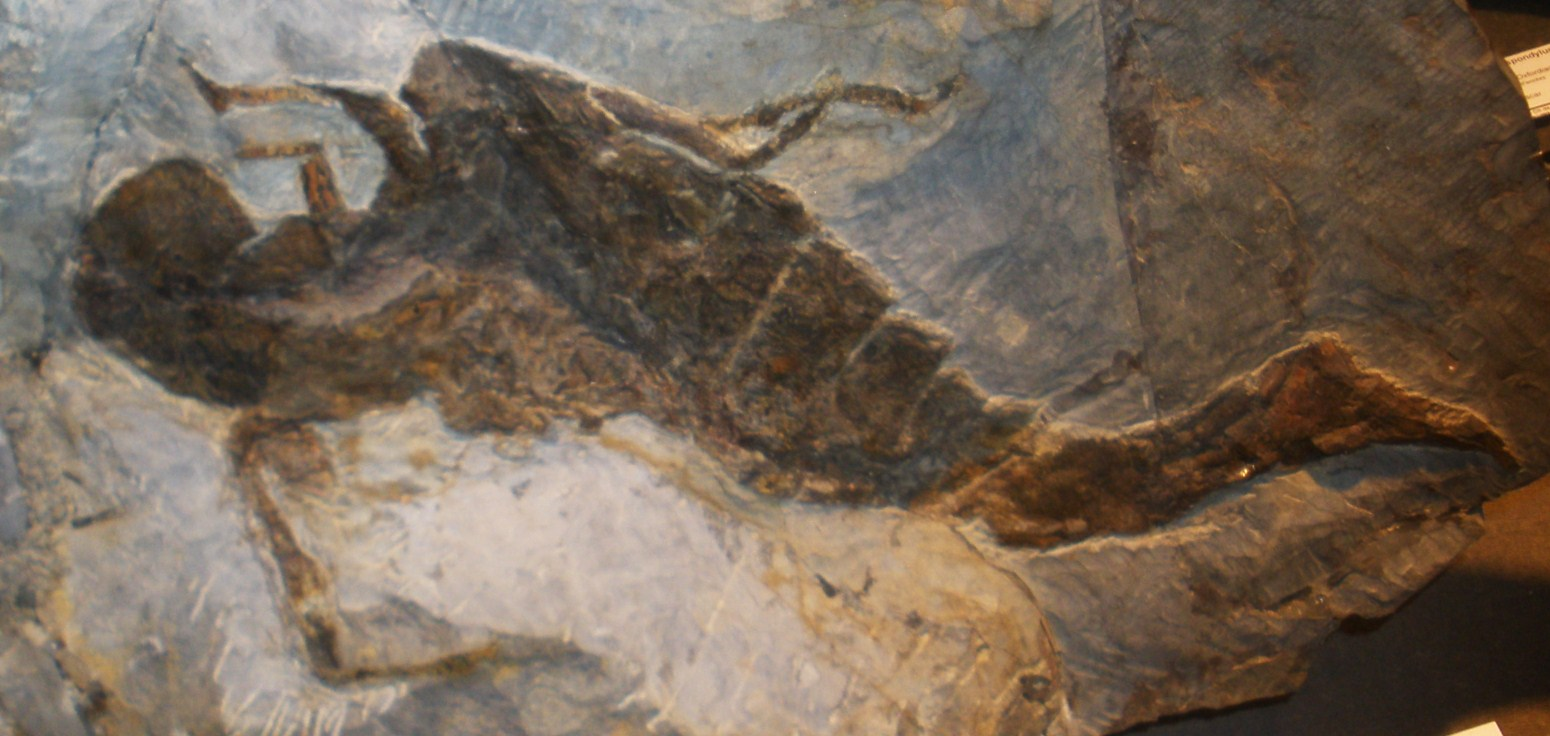
فسیل J. rhenaniae در Mineralientage München

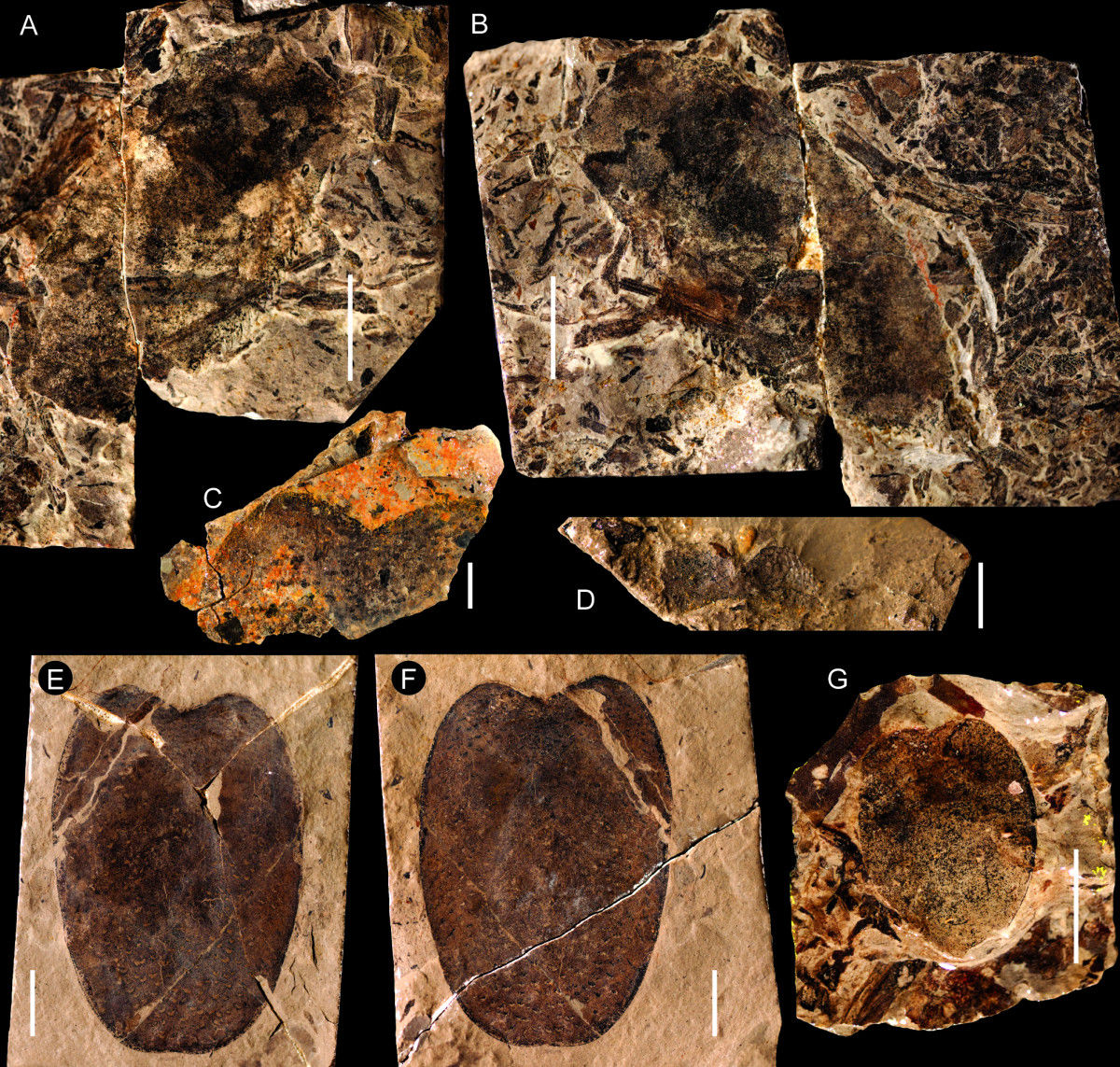
نوار فسیلی (A - B) و متاستوم (C - G) از J. Howelli